# Лејк Луар (Северна Каролина)
Лејк Луар (енгл. Lake Lure) град је у америчкој савезној држави Северна Каролина.

## Демографија
По попису из 2010. године број становника је 1.192, што је 165 (16,1%) становника више него 2000. године.
| Група             | 2000.       | 2010.         |
| Белци             | 998 (97,2%) | 1.130 (94,8%) |
| Афроамериканци    | 15 (1,5%)   | 19 (1,6%)     |
| Азијати           | 3 (0,3%)    | 7 (0,6%)      |
| Хиспаноамериканци | 1 (0,1%)    | 19 (1,6%)     |
| Укупно            | 1.027       | 1.192         |